# Hôtel 10
L'Hôtel 10, anciennement connu sous le nom d'Hôtel Opus est un hôtel-boutique de Montréal situé à l'angle du boulevard Saint-Laurent et de la rue Sherbrooke. Il a commencé ses activités en 2004 sous le nom d'hôtel Godin, a adopté le nom d'hôtel Opus en 2007 et changé pour hôtel 10 en 2014. L'hôtel a été construit en intégrant l'édifice Joseph-Arthur-Godin, construit en 1914 par Joseph-Arthur Godin et qui a été classé monument historique par le gouvernement du Québec le 26 mars 1990.

## Édifice Joseph-Arthur-Godin

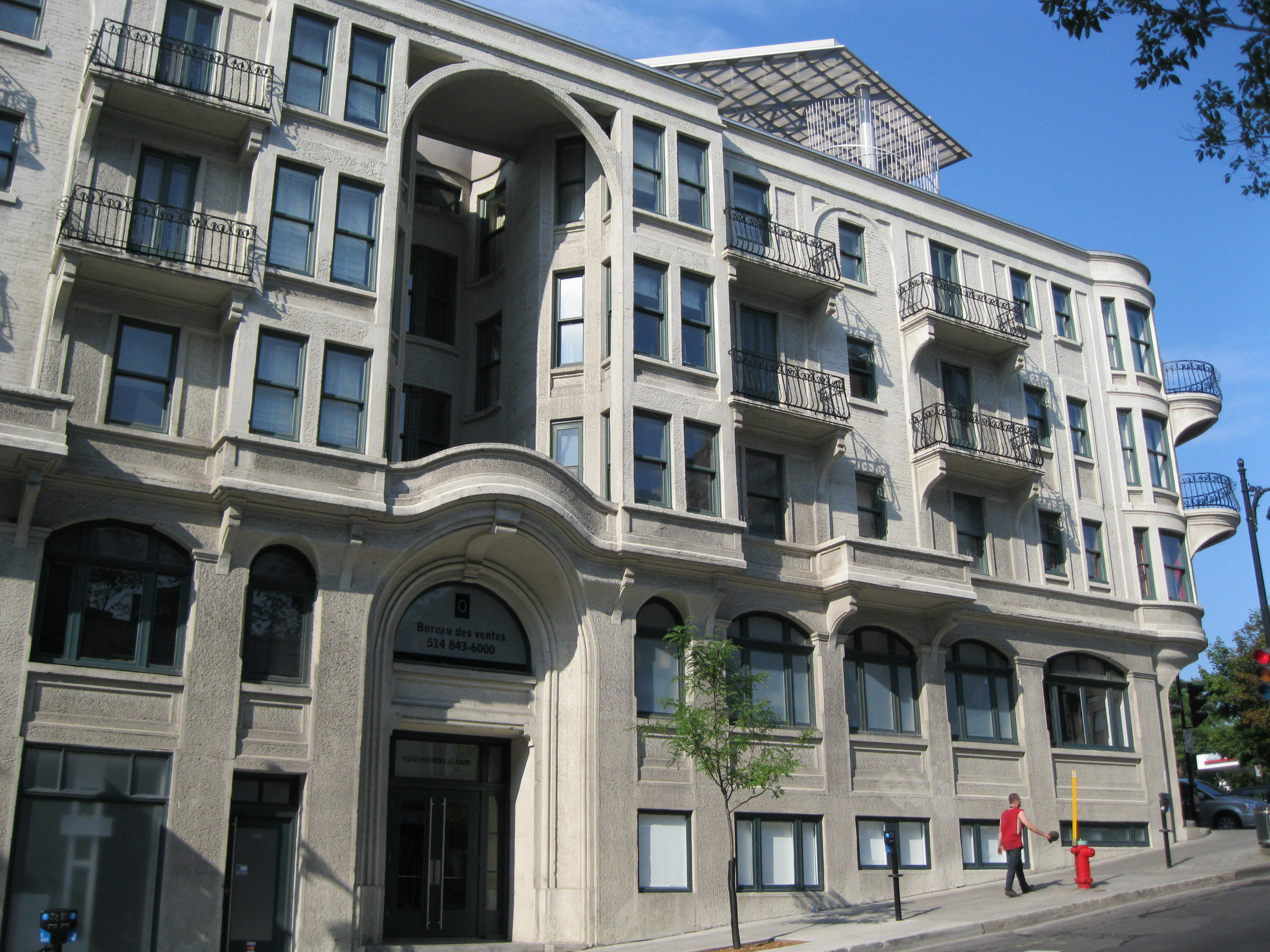
Façade sur le boulevard Saint-Laurent

En 1913, Joseph-Arthur Godin devient propriétaire du lot vacant au coin de Saint-Laurent et Sherbrooke, deux artères importantes de Montréal. Étant propriétaire, l’architecte a l’opportunité d'appliquer ses idées personnelles. Ainsi, sa structure fut la première au Canada à être conçue en béton armé, inspirée de la méthode du français François Hennebique. Des éléments de la structure se rattachent à deux courants stylistiques opposés. L’ondulation des façades, les arabesques des balustrades et l’utilisation de la forme en coquille démontre un style Art nouveau. À l’opposé, le dénuement des façades et l’absence d’ornements et de corniches met en application les débuts de ce qu’on appelle l’architecture moderne. L’édifice dénote aussi un caractère symbolique « de vivre à Paris » avec ses balcons de métal ouvragé et son escalier central en colimaçon, inspiré du style second empire, typique des immeubles parisiens.
À l’intérieur, puisque la structure de béton armé est un système de piliers et de poutres sur lequel repose les dalles de bétons, ces dalles servent de plancher et de plafond à l’édifice. Au plancher on a recouvert les dalles de bois revêtu de tuiles, tandis qu'au plafond, on les a recouvert d'une fine couche d’enduit. Pour les murs, on a appliqué le même traitement que le plafond et le cadrage en bois des ouvertures est le seul aspect décoratif des logements de l’immeuble.  À l'époque, l’édifice Godin occupe une place à part et est considéré comme une exception dans la production architecturale montréalaise.

## Hôtel Godin
En 2004, la Caisse de dépôt et placement du Québec, par l’intermédiaire de la filiale Cadim et Daniel Langlois, devient propriétaire de l’édifice Godin afin d’y construire un bâtiment hôtelier. Elle engage l’architecte montréalais d’origine roumaine, Dan Hanganu, pour réaliser la seconde partie du futur hôtel.
La construction de style contemporain est composée de pierres grises comportant un système tramé simple de fenestrations identiques sur cinq étages et d’une grande surface vitrée au niveau du sol. Le toit du bâtiment recouvre une partie de l’édifice Godin et une longue poutre relie les deux parties. Cette poutre, en fait est située au centre de l’axe de l’escalier en colimaçon de l’ancien édifice. Pour l’intérieur de l’hôtel, le design a été réalisé par la firme new-yorkaise Yabu Pushelberg, connue entre autres pour son travail à l'Hôtel W Times Square, à New-York. La caractéristique principale du décor des chambres est l’utilisation de la couleur taupe sur les murs et d’accessoires rouges. Le hall d’entrée, lui, contient des sofas colorés, des planchers de pierres, du verre, du chrome, des murales de marbres et des sculptures. L’hôtel comporte aussi une collection d’œuvres originales d’artistes, qui en fait représente chaque étage de celui-ci, dont Dick Walsh, David McMillan, Hessandro Mangiarotti, Roberto Dutesco et Peter Hoffer. De plus, dans l’ancien édifice de Godin, on a gardé dans les chambres les surfaces de bétons et on a revêtit de verre l’escalier central en forme de spirale.

## Hôtel Opus, hôtel 10
En juillet 2007, l’hôtel change de propriétaire et de nom. Devenu l’Hôtel Opus, il est maintenant géré par Trilogy Properties Corporation, dont le directeur John deCourcey Evans est un dirigeant d’entreprise important en Colombie-Britannique. Le nouveau propriétaire gère entre autres l’Hôtel Opus à Vancouver, élu comme l’un des 100 meilleurs au monde par les lecteurs et lectrices du magazine Condé Nast Traveler.
L’hôtel ne subit pas de changements radicaux dans son design, on n’y change que les couleurs de 80 % des chambres, car aux yeux du propriétaire « il manque de vie » dans le décor de l’Hôtel Godin. Cette fois, les chambres représentent soit une des quatre ambiances associées à un style de vie. Avec l’Hôtel Opus, M.Evans veut refléter davantage la personnalité de la ville dans l’établissement et aussi avantager les produits locaux. On y retrouve un restaurant et un bar courus.
Il change de nom en 2014 pour devenir l'hôtel 10.

## Lien externe

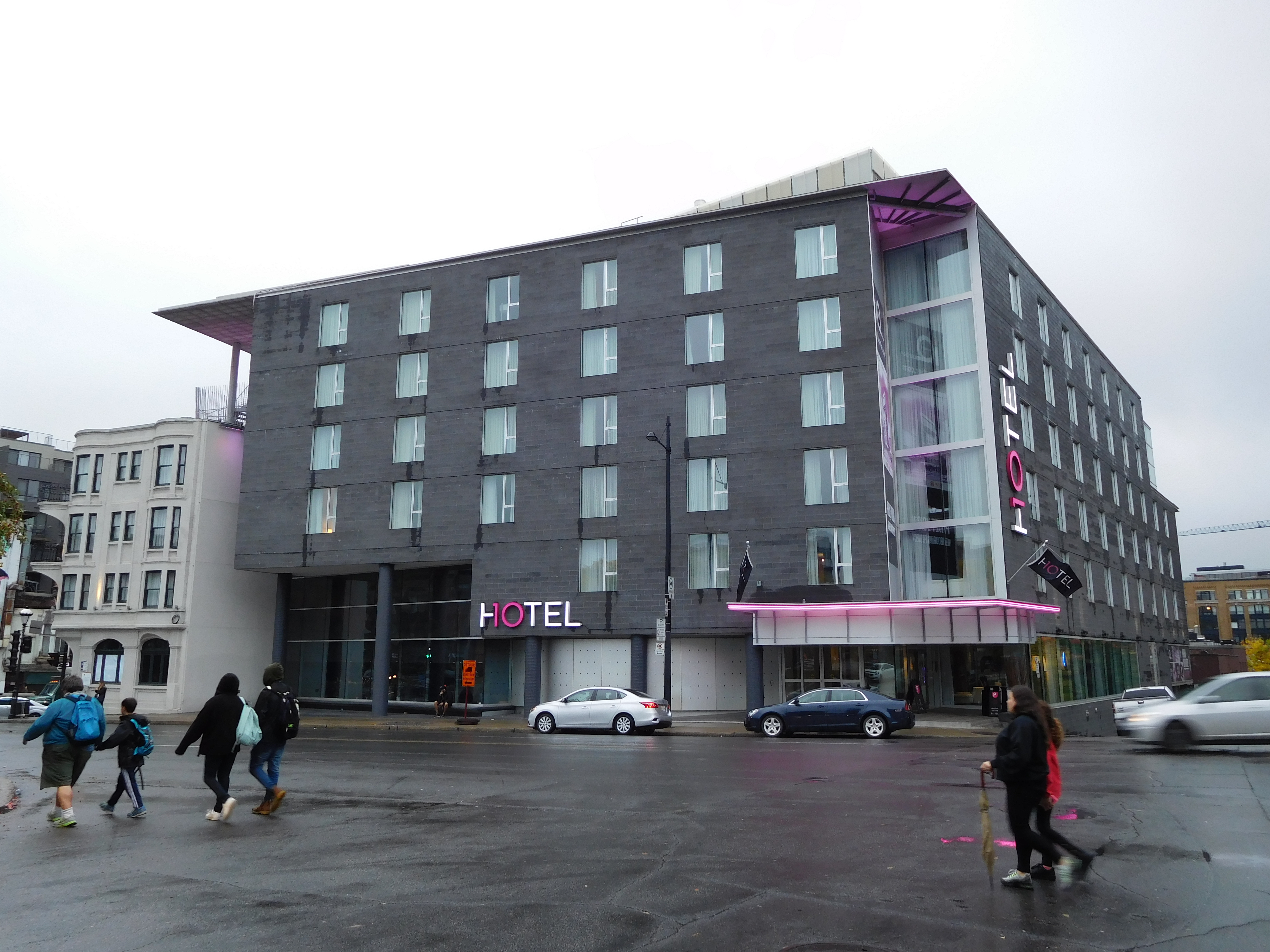
10, rue Sherbrooke Ouest